# Agelena longimamillata
Agelena longimamillata là một loài nhện trong họ Agelenidae.
Loài này thuộc chi Agelena. Agelena longimamillata được Carl Friedrich Roewer miêu tả năm 1955.